# Lutjanus kasmira
Lutjanus kasmira es una especie de peces de la familia Lutjanidae en el orden de los Perciformes.

## Morfología
Los machos pueden llegar alcanzar los 40 cm de longitud total.

## Alimentación
Come peces, gambas, cangrejos, cefalópodos, crustáceos  planctónicos y  algas.

## Hábitat
Es un pez de mar de clima tropical y asociado a los  arrecifes de coral que vive entre 3-265 m de profundidad.

## Distribución geográfica
Se encuentra desde el mar Rojo, el África Oriental y Sudáfrica hasta las islas Marquesas, las islas de la Línea, el sur del Japón y Australia.